# Juan García Sancho
Juan Carlos García Sancho Orozco (Tepic, Nayarit, 10 de noviembre de 1994) es un futbolista profesional mexicano. Se desempeña como Defensa central y su equipo es el Dorados de Sinaloa de la Liga de Expansión MX.

## Trayectoria

### Cruz Azul
En junio de 2011 es registrado en la Sub-17, pasando la siguiente temporada a la Sub-20 y llegando a Cruz Azul Hidalgo en 2014. Para 2015 es registrado con Cruz Azul Premier y este mismo año tuvo la oportunidad de debutar con el primer equipo. Sergio Bueno hace que debute en un partido contra Monarcas Morelia en la jornada 1, en el Torneo Apertura 2015. Se consolida rápidamente en el Torneo Apertura 2015 al mando de Tomás Boy. El sábado 14 de noviembre de 2015 anotó su primer gol en primera división contra el equipo Pachuca en la jornada 12, ganando el partido 1-2 a favor de Cruz Azul.

## Clubes
| Club                    | País       | Año             |
| ----------------------- | ---------- | --------------- |
| Cruz Azul               | México     | 2015 - 2017     |
| Lobos BUAP              | México     | 2017 - 2018     |
| Correcaminos de la UAT  | México     | 2018            |
| Celaya FC               | México     | 2019            |
| Cimarrones de Sonora    | México     | 2019 - 2023     |
| Municipal Pérez Zeledón | Costa Rica | 2023            |
| Dorados de Sinaloa      | México     | 2024 - Presente |

- Datos: Q22004453